# INS 비라트

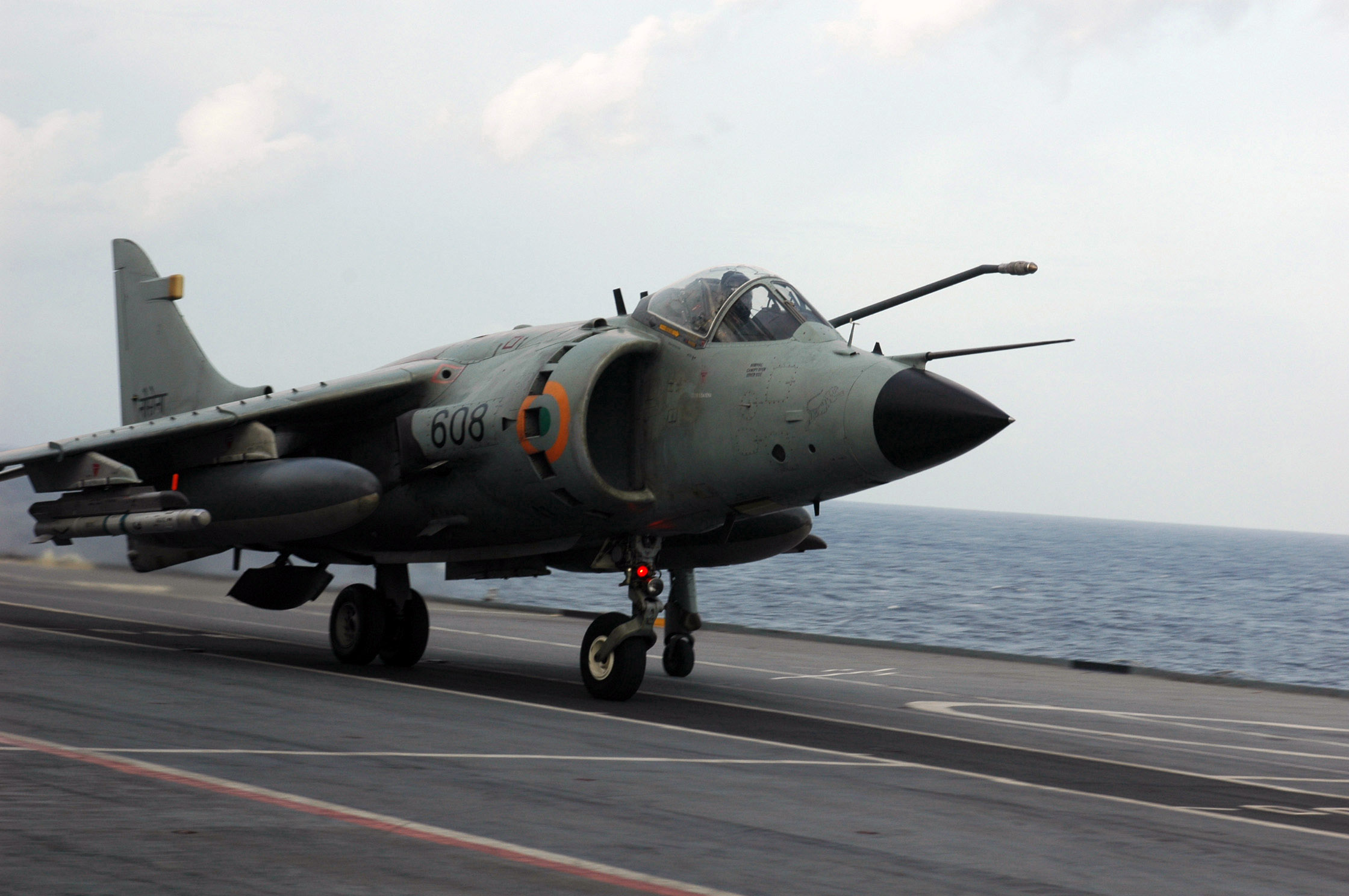
인도 해군의 비라트 항공모함에서 이륙중인 해리어 전투기

비라트(Viraat)는 인도해군의 항공모함으로 원래는 영국 해군의 항공모함 허미즈였다.
영국 해군 항공모함 허미즈는 1959년 11월 18일에 취역했다. 포클랜드 전쟁에서 영국 함대 기함으로 활약했고 인빈시블급 항공모함과 함께 포클랜드의 제공권을 장악하는데 결정적인 역할을 했다. 인도 해군은 여러 국가의 항공모함, 특히 이탈리아의 주세페 가리발디급을 높게 평가했지만 최종적으로는 1986년 4월 영국 허미즈호를 매입해 비라트로 취역시켰다. 비라트(Viraat)란 말은 "거인"이라는 뜻이다.
전시에 비라트는 최대 18대의 전투기를 탑재하여 2가지 임무를 수행할 수 있다. 상륙작전과 대잠전의 지원이다. 비록 나이가 많고 순항거리가 제한적이지만, 비라트는 남아시아 지역에서 매우 효과적인 해군 작전을 수행할 수 있다.
2004년 인도는 15억 달러를 주고 러시아의 키에프급 항공모함의 4번함인 Admiral Gorshkov 항공모함과 함제기를 구입했다. 2012년 인도 해군 비크라마디티야 항공모함으로 취역할 예정이다. 비라트는 비크란트급 항공모함, 비크라마디티야 항공모함으로 대체될 예정이다.

## 갤러리

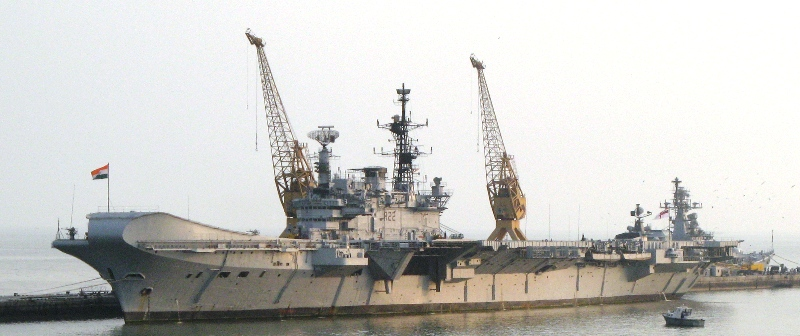
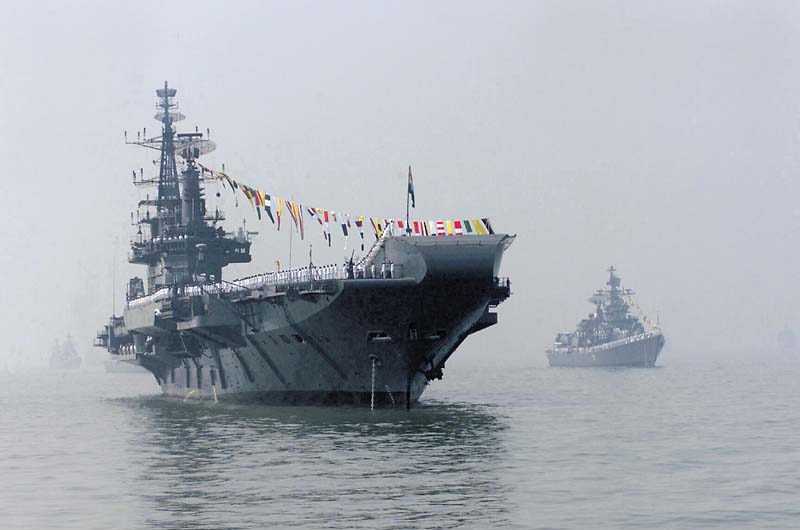
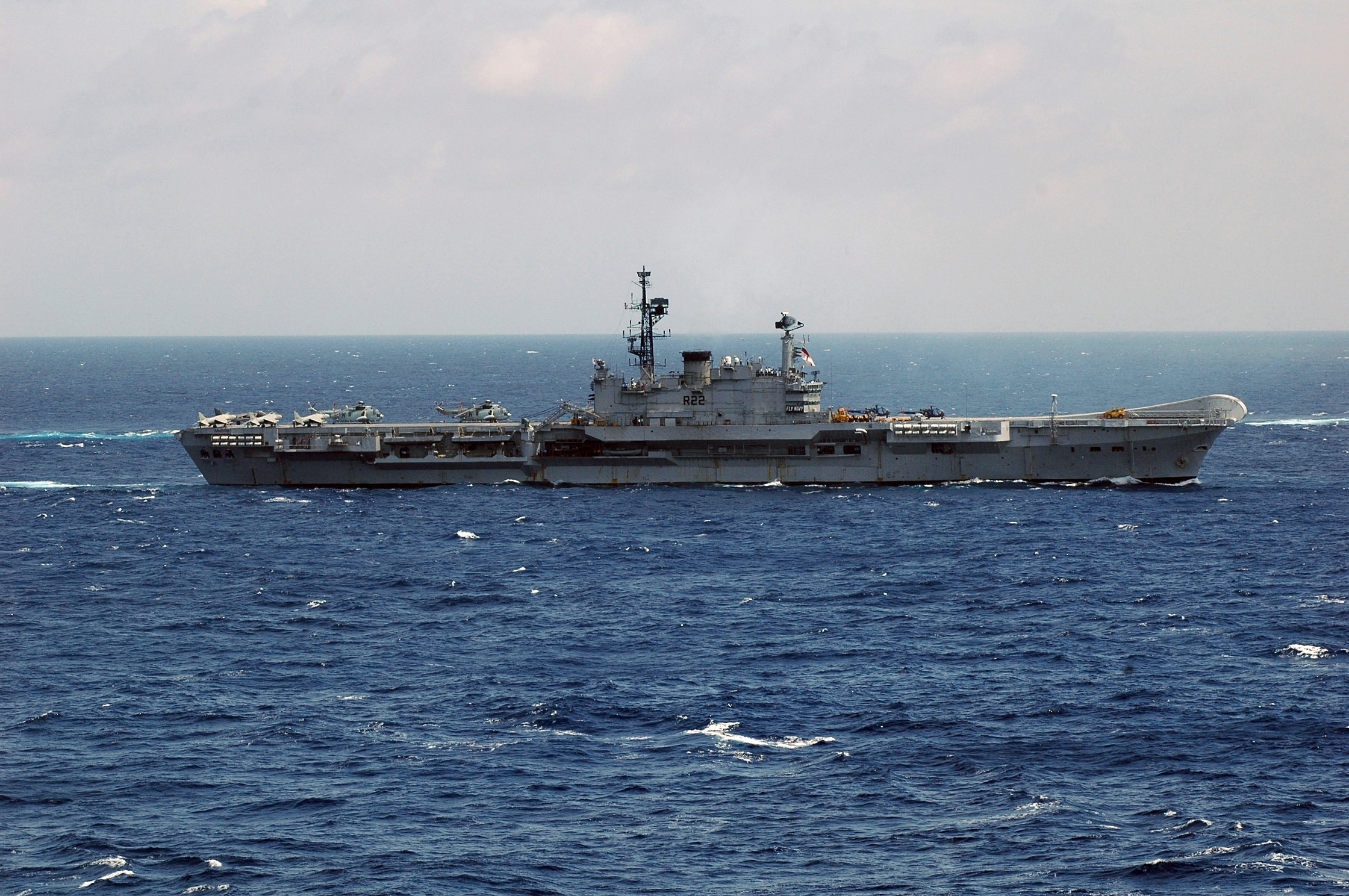
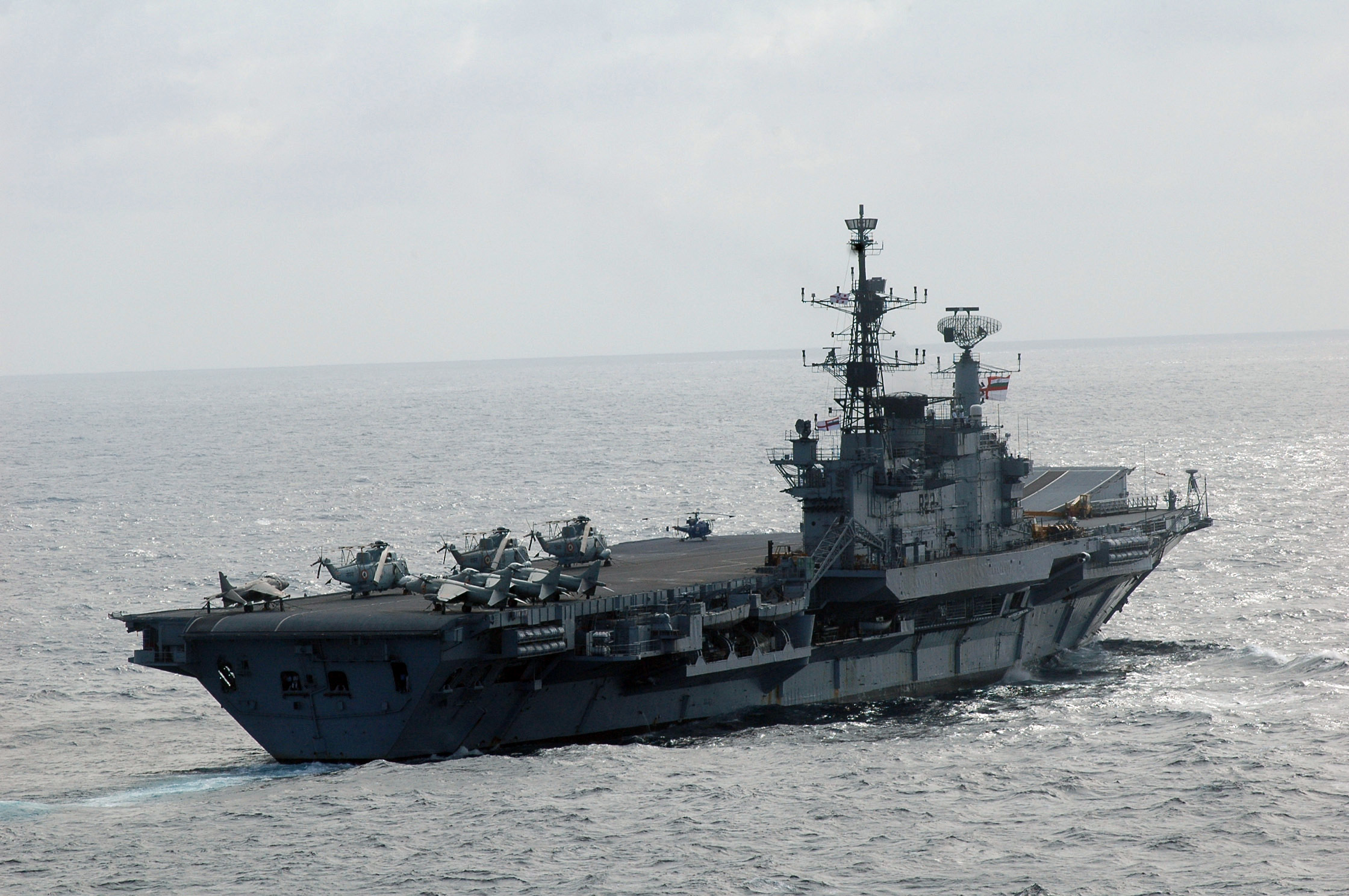
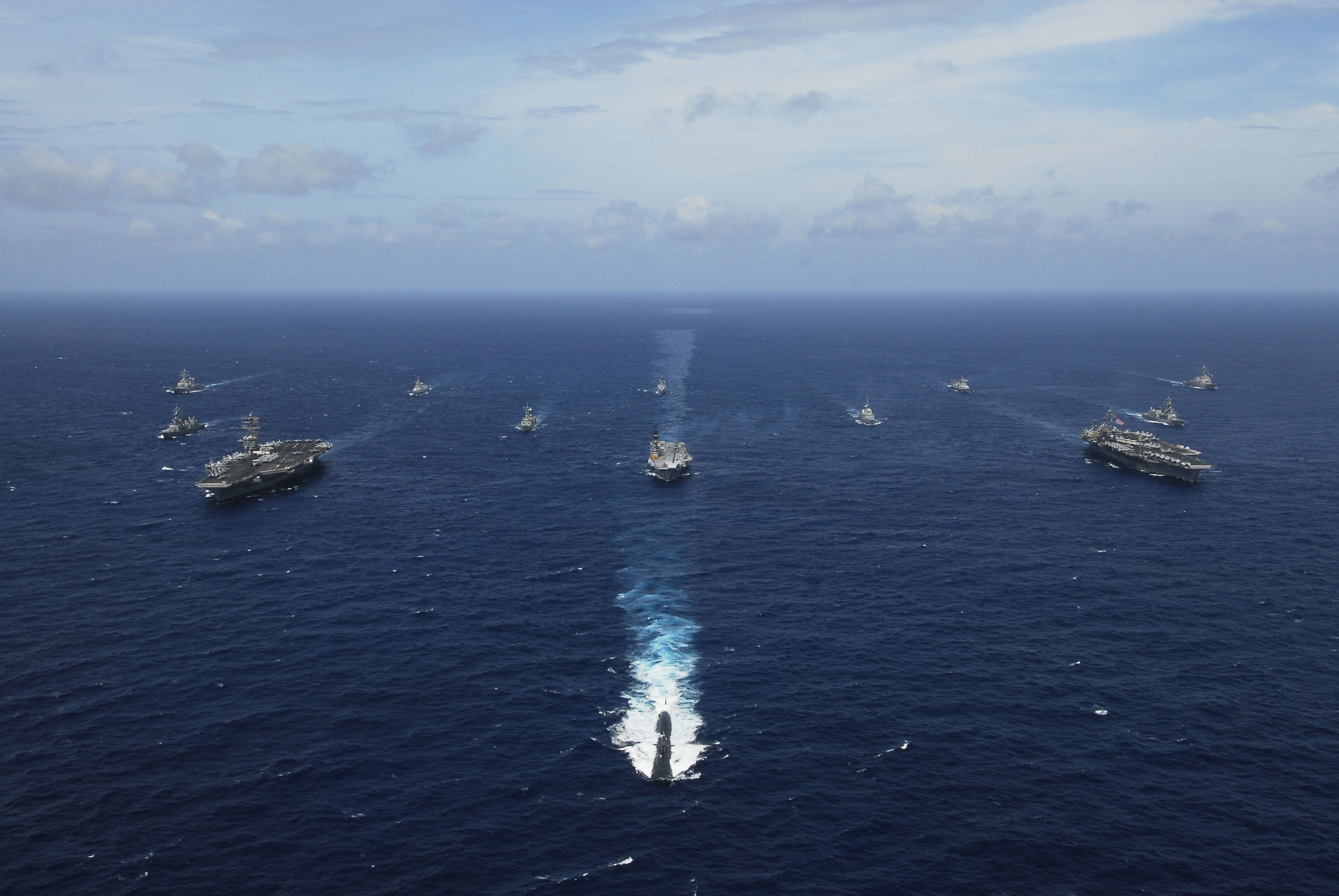
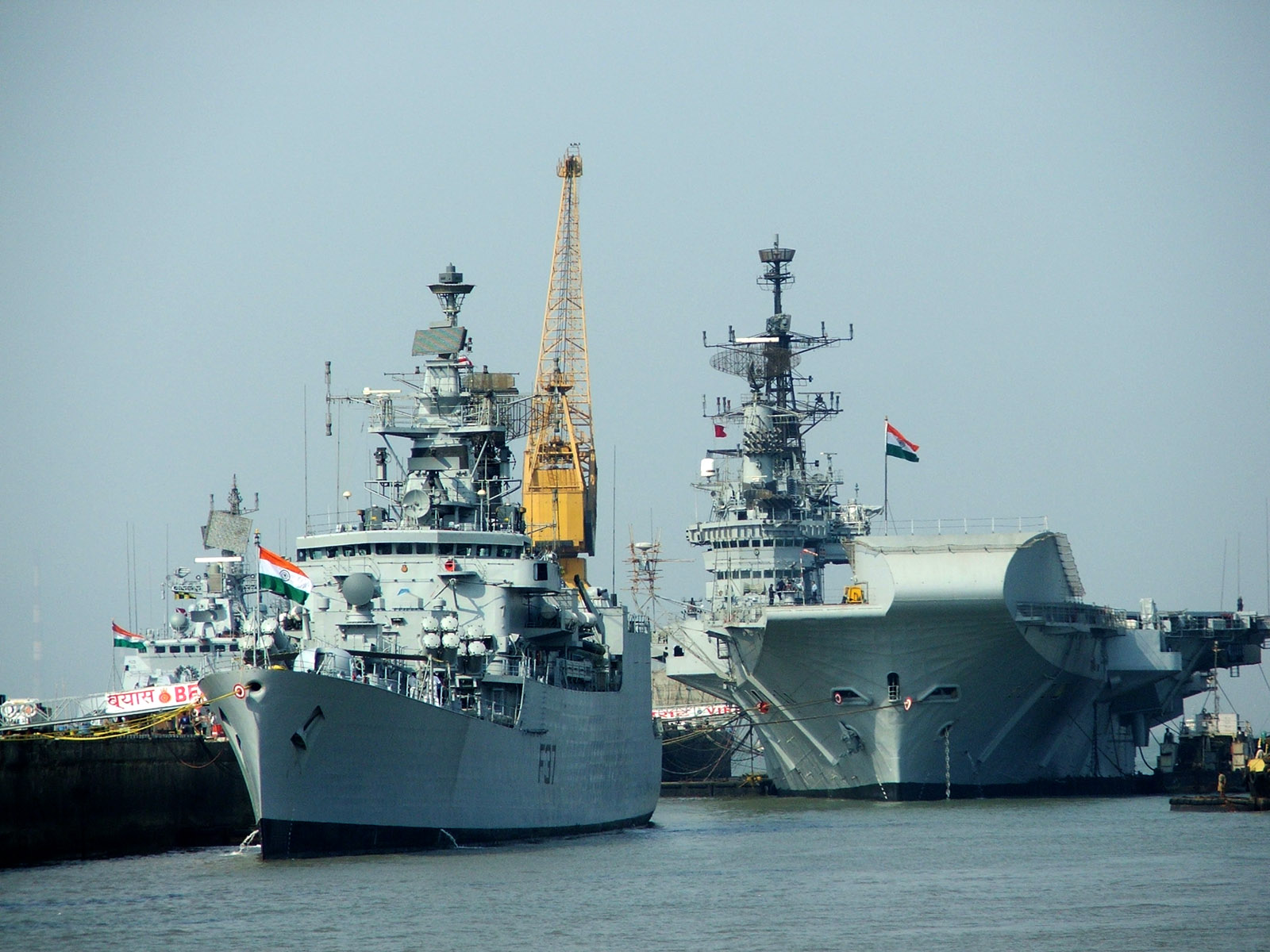
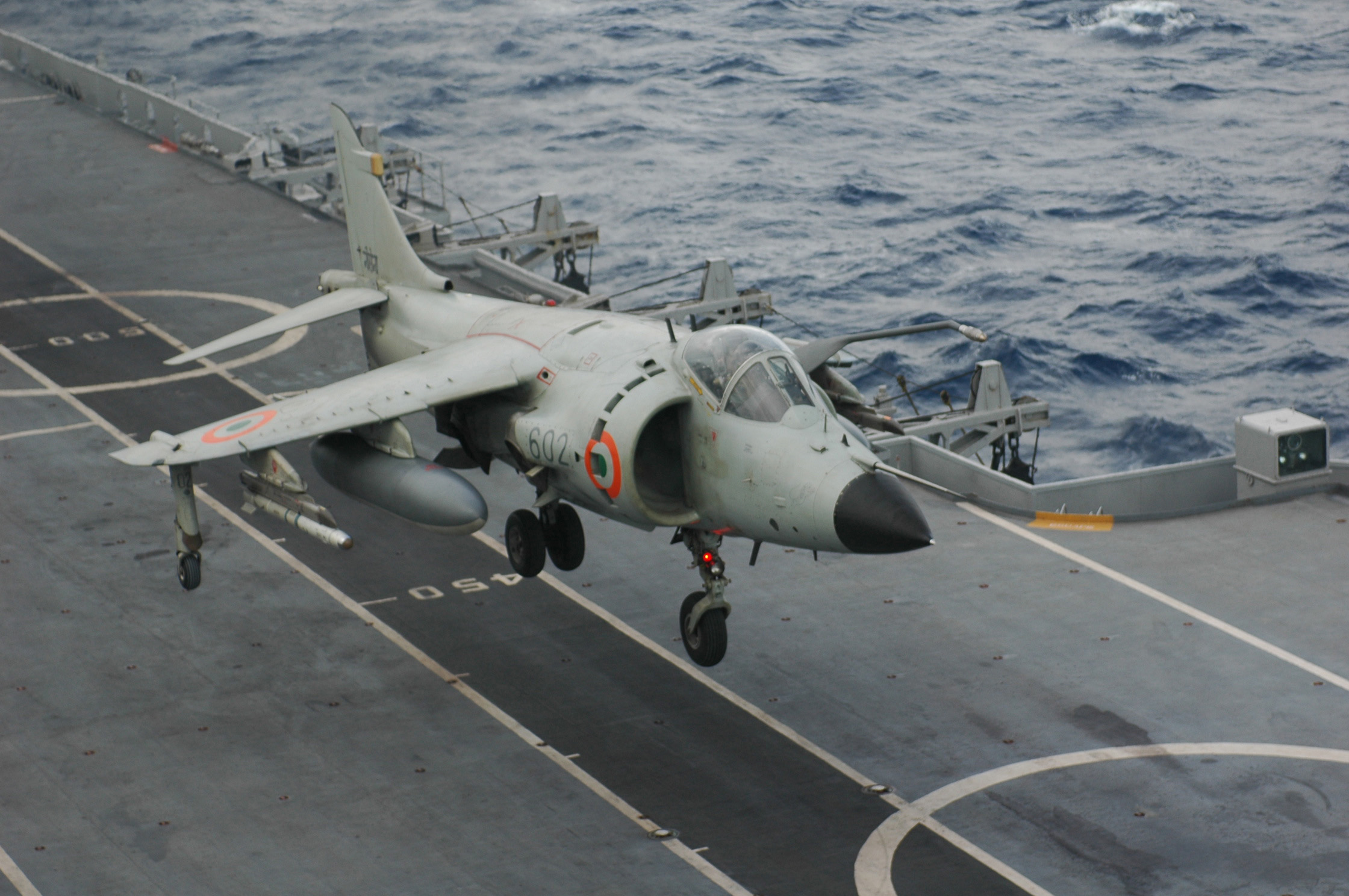
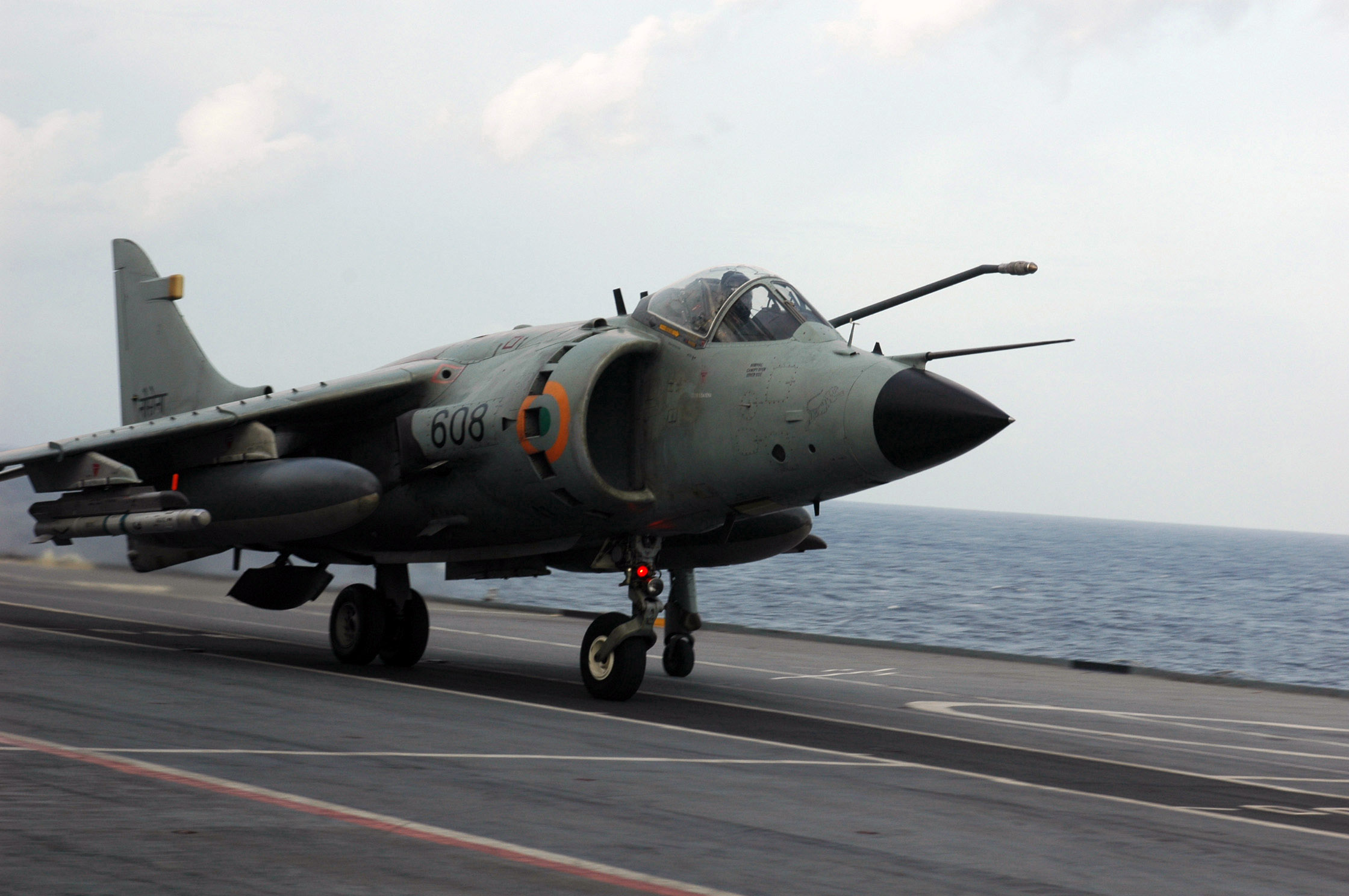
시 해리어가 비라트에서 이륙하고 있다

## 인도 해군의 항공모함 전력
- 비크란트급 항공모함
- INS 비크라마디티야
- INS 비라트

## 같이 보기
- 비크란트급 항공모함 - 인도 최초의 자국산 항공모함.
- 랴오닝호 항공모함 - 중국의 중형 항공모함
- 상파울루 항공모함 - 브라질의 중형 항공모함